# 埼玉県道312号下石戸上菖蒲線
埼玉県道312号下石戸上菖蒲線（さいたまけんどう312ごう しもいしとかみしょうぶせん）は、埼玉県北本市から久喜市に至る一般県道である。

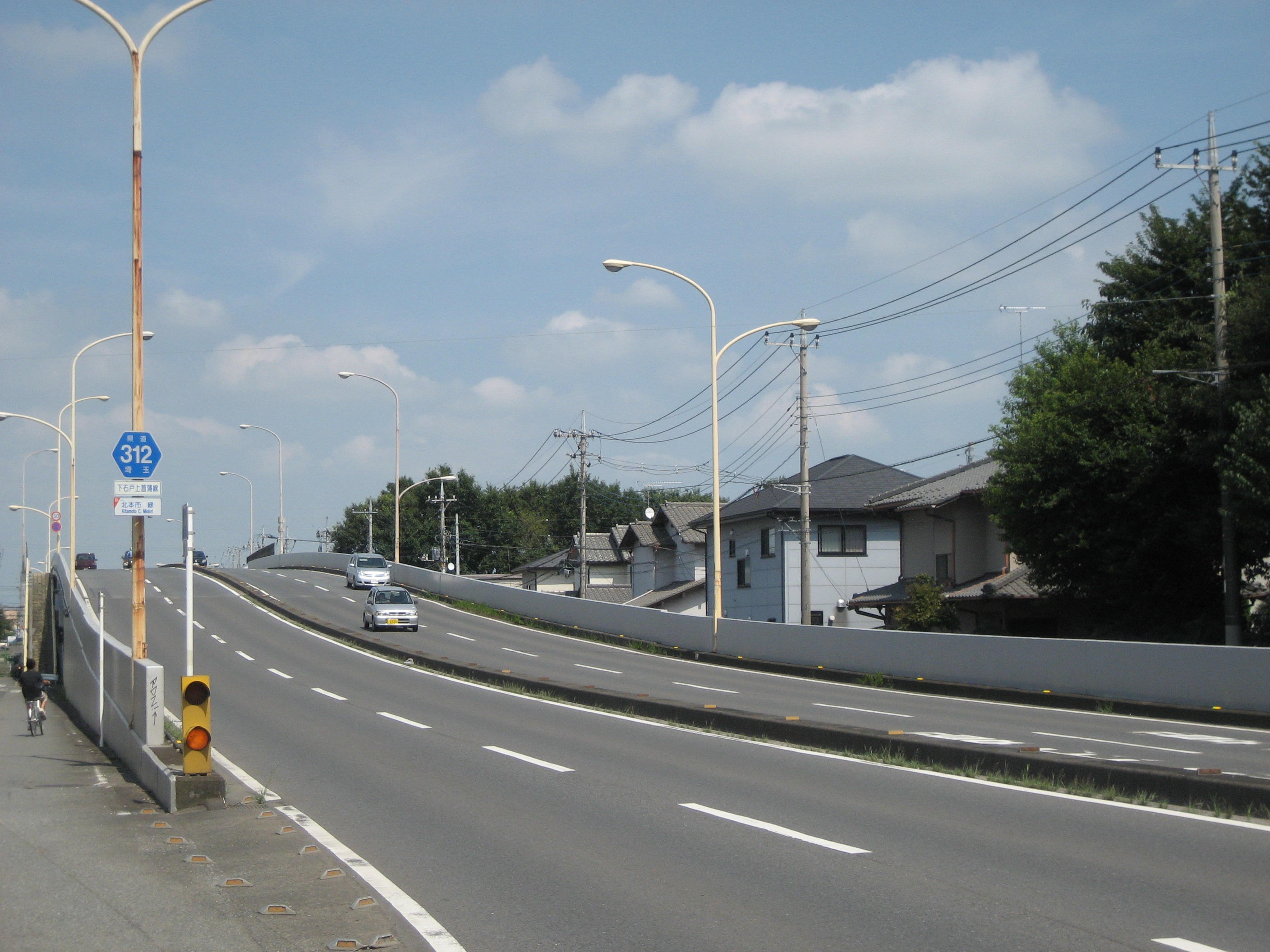
北本市緑

## 概要
埼玉県北本市荒井1丁目交差点で埼玉県道33号東松山桶川線より分岐し、久喜市菖蒲町小林の小林小学校前交差点（埼玉県道310号笠原菖蒲線交点）に至る路線で、途中の北本市山中 - 同市北本4丁目は国道17号との重複区間となっている。

### 路線データ
- 起点：埼玉県北本市 荒井1丁目交差点、埼玉県道33号東松山桶川線と接続。
- 終点：埼玉県久喜市 小林小学校前交差点、埼玉県道310号笠原菖蒲線と接続。
- 路線延長：7.237 km

## 路線状況
荒井1丁目（起点）- 山中 -（国道17号重複）- 北本4丁目 - 古市場 -（県道311号重複）- 北中丸 - 小林小学校前（終点）の経路を辿る。国道17号線との重複区間を境に西側の荒井1丁目 - 山中間は『南大通線』と呼ばれる4車線に整備された街路で、東側の北本4丁目 - 小林小学校の区間は2車線となっている。
なお、『南大通線』に関しては圏央道・上尾道路の開通に伴う交通量の増加や北本4丁目 - 古市場の沿線にある北本市立中丸小学校へ通う児童の安全確保の観点から、地元からは山中交差点から東側への延伸を求める声が出ている。

### 重複区間
- 国道17号（山中交差点 - 北本4丁目交差点：約0.5km）
- 埼玉県道311号蓮田鴻巣線（古市場交差点 - 北中丸交差点：0.4km）

## 地理

### 通過する自治体
- 埼玉県
  - 北本市
  - 鴻巣市
  - 久喜市

### 交差する主な道路・鉄道
- 埼玉県道33号東松山桶川線（荒井1丁目）「荒井交差点」
- JR■高崎線（緑）※立体交差
- 埼玉県道164号鴻巣桶川さいたま線（本宿）「本宿交差点」
- 国道17号（山中）
- 埼玉県道311号蓮田鴻巣線（古市場）「古市場交差点」
- 埼玉県道311号蓮田鴻巣線（北中丸）「北中丸交差点」
- 埼玉県道77号行田蓮田線（上栢間）「上栢間交差点」
- 埼玉県道310号笠原菖蒲線（菖蒲町小林）「小林小学校前交差点」

### 沿道の施設
- 北本市立石戸小学校
- 埼玉県央広域消防本部北本消防署
- 北本駅
- 北本消防署東分署
- 北本市立中丸小学校
- 久喜市立小林小学校